# Sukhaia Ielmuta
Sukhaia Ielmuta (en rus: Сухая Ельмута) és un poble (una khútor) de l'óblast de Rostov, a Rússia, segons el cens rus del 2010 tenia 199 habitants. Pertany al districte de Proletarsk.